# Vlissingen Souburg
Vlissingen Souburg (ned: Station Vlissingen Souburg) – stacja kolejowa w Vlissingen, w prowincji Zelandia, w Holandii. Stacja znajduje się na linii Roosendaal – Vlissingen. 

## Linie kolejowe
- Linia Roosendaal – Vlissingen

## Połączenia
- 2200 IC  Amsterdam Centraal – Haarlem – Leiden Centraal – Den Haag HS – Rotterdam Centraal – Dordrecht – Roosendaal – Vlissingen Souburg – Vlissingen